# 安娜·库兹涅佐娃
安娜·尤里耶芙娜·库兹涅佐娃（羅馬化：Anna Yur'yevna Kuznetsova；1982年1月3日—）是俄罗斯政治人物，自2021年起担任国家杜马议员和副主席。此前，她于2016年至2021年期间担任俄罗斯联邦总统儿童权利专员。